# Butte Miner

Le Butte Miner est un journal quotidien fondé en 1876 à Butte (Montana) puis racheté et soutenu par William Andrews Clark l'un des "rois du cuivre", de la ville, qui rêve de devenir sénateur.

## Histoire

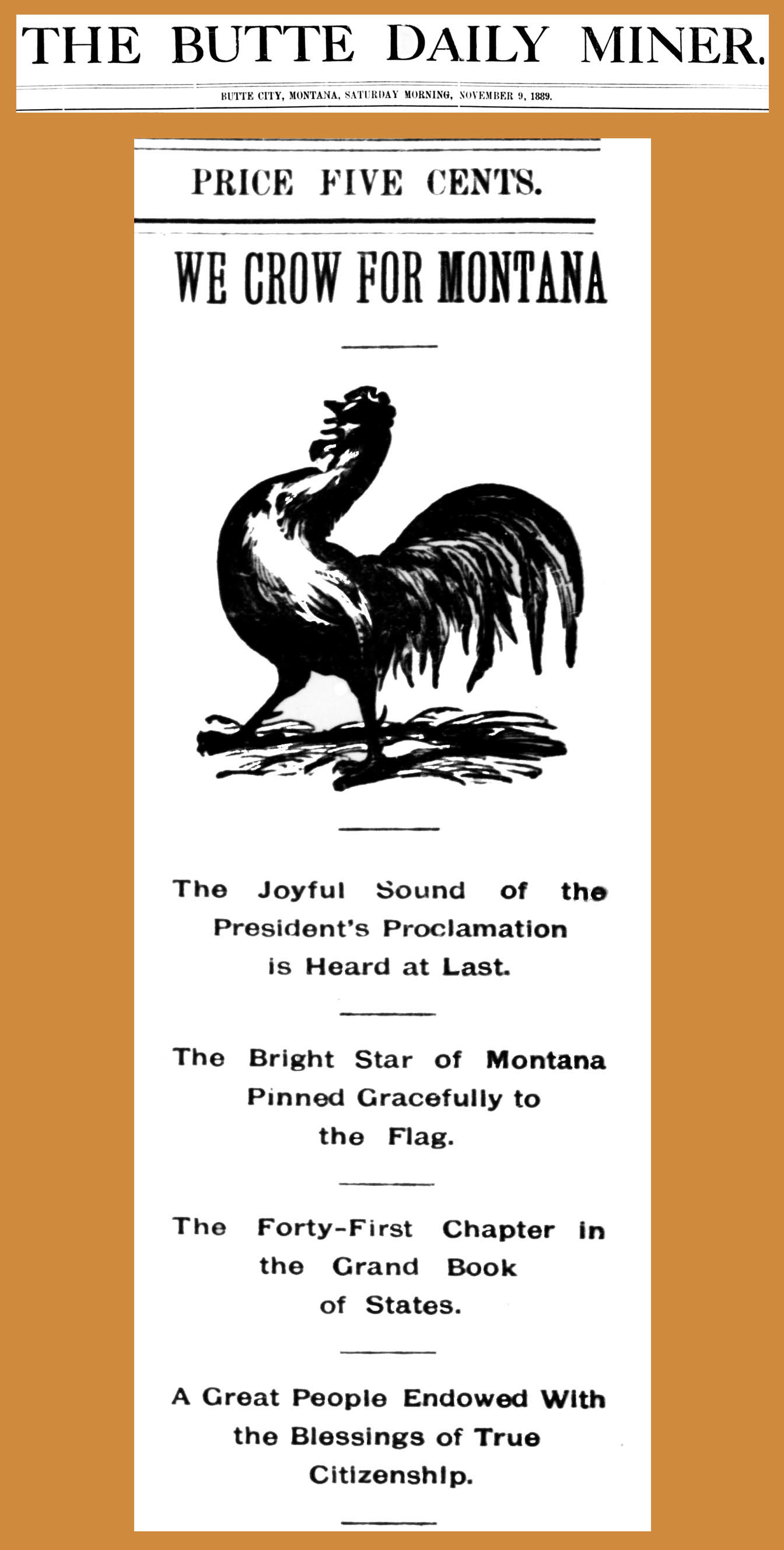
La une du Butte Daily Miner du 9 novembre 1889.

Fondé en 1876 à Butte (Montana) par H.T. Brown, James H. Mills et Harry C. Kessler, qui était encore son directeur en 1885, le journal est ensuite racheté par William Andrews Clark, qui remplace le directeur par Larry Dobell et l'installe au 125 West Broadway puis acquiert également un quotidien de la vallée de la Missoula. Lorsque William Andrews Clark perdit pour 5000 voix l'élection pour devenir délégué du territoire du Montana au Congrès en 1888, battu par  Thomas Carter, il rendit responsable de cette défaite son ex-ami et rival personnel Marcus Daly, coupable d'avoir offert du whiskey et des cigares à quiconque voterait contre Clark. Même s'il était lui-même au parti démocrate, Marcus Daly craignait qu'un représentant démocrate pour le territoire ne puisse le défendre face au gouvernement républicain, alors que ses affaires dans l'abattage de bois à grande échelle risquaient d'être dénoncées. Le résultat de cette polémique est qu'en 1889 le Montana est le premier état des États-Unis à adopter le secret du vote pour les élections.
Le Butte Miner sert alors à William Andrews Clark pour attaquer son ennemi. Ce dernier riposte en créant en septembre 1889 l'Anaconda Standard et accuse Clark de soutenir la candidature d'Helena (Montana) pour devenir la capitale du nouvel état. Lors de l'élection qui en décide en 1892, Helena gagne d'une courte tête, avec 27028 voix contre 25118 à Butte. Clark a dépensé environ 500 000 dollars et Daly, qui après avoir créé l'Anaconda Standard a aussi racheté le Great Falls Tribune, plus de 2,5 millions.
Le Butte Miner est entièrement au service de William Andrews Clark, même lorsqu'il quitte la région. Lorsque la rumeur parvient jusqu'au Montana qu'il a eu enfant d'une jeune fille en France, le journal affirme qu'ils se sont mariés secrètement trois ans plus tôt.